# Teresa Idel
Teresa Iquino Parra (València, 14 de maig de 1883 - Barcelona, 4 de novembre de 1969), de nom artístic Teresa Idel, va ser una cantant i actriu valenciana.
Teresa Iquino va néixer l'any 1883 a València, filla de Félix Iquino i de Maria Teresa Parra Mediamarca. Debutà en l'escena l'any 1907, a Borriana, actuant en un teatre d'estiu, en la companyia de l'actor Leopoldo Gil, on era primera tiple, al costat d'altres cantatrius valencianes, com Vicenta Bonastre i la tiple còmica Amparo Bori. D'aquí, passaria aquell mateix any, a l'inici de la temporada teatral, a la companyia de l'actor Patricio León, que actuà al teatre Ruzafa. Treballà per al cinema en diverses pel·lícules com a actriu secundària, entre les quals diversos llargmetratges dirigits pel seu fill, com ara Ni pobre, ni rico, sino todo lo contrario (1944), Fin de curso (1943) o Sinfonía del hogar (1947). També en companyies de sarsuela; havia actuat al Teatre Romea de Barcelona.
Va casar-se amb el compositor vallenc i director musical Ramon Ferrés i Musolas, a qui va conèixer mentre treballava en una companyia de sarsuela que girava per Catalunya. Hi va tenir dos fills: Teresa i qui després seria un conegut director de cinema, Ignasi Ferrés Iquino.
Teresa Idel va morir el 4 de novembre de 1969, a Barcelona, i fou enterrada al cementiri de Montjuïc.

## Filmografia[5]
- Julieta y Romeo (1940)
- Alma de Dios (1941)
- El difunto es un vivo (1941)
- Boda accidentada (1942)
- La culpa del otro (1942)
- Un enredo de familia (1943)
- El hombre de los muñecos (1943)
- Viviendo al revés (1943)
- Fin de curso (1943)
- Una sombra en la ventana (1944)
- Ni pobre, ni rico, sino todo lo contrario (1944)
- El obstáculo (1945)
- Aquel viejo molino (1946)
- Borrasca de celos (1946)
- Sinfonía del hogar (1947)